# Tommaso Tagliaferri
Tommaso Tagliaferri (Giussano, 21 settembre 1982) è un ex snowboarder italiano.

## Biografia
Nato a Giussano, in provincia di Milano, poi provincia di Monza e della Brianza, nel 1982, debutta in Coppa del Mondo a 17 anni, a Tignes, in Francia, nell'halfpipe, sua specialità insieme allo snowboard cross.
Nel 2001 partecipa ai Mondiali di Madonna di Campiglio, arrivando 21º nello snowboard cross e 55° nell'halfpipe. Nello stesso anno è 40° nell'halfpipe ai Mondiali juniores di Nassfeld-Hermagor, in Austria.
Nel 2002 è 7° nello snowboard cross e 12° nell'halfpipe ai Mondiali juniores di Rovaniemi, in Finlandia.
L'anno successivo arriva 25º nello snowboard cross ai Mondiali di Kreischberg, in Austria.
A Whistler 2005, in Canada, termina invece 15°, sempre nello snowboard cross.
A 23 anni prende parte ai Giochi olimpici di Torino 2006, nello snowboard cross, passando le qualificazioni con il 4º tempo, 1'20"93, e gli ottavi di finale con un 2º posto, ma esce ai quarti, dove termina 3°, classificandosi alla fine 11° totale.
Nel 2007 partecipa al suo 4° Mondiale, ad Arosa, in Svizzera arrivando 40º nello snowboard cross.
Termina la carriera nel 2007, a 24 anni.